# ...Po prozvišču 'Zver'
...Po prozvišču 'Zver' (…По прозвищу «Зверь») è un film del 1990 diretto da Aleksandr Muratov.

## Trama
Il film racconta di un uomo che ha attraversato eroicamente la guerra in Afghanistan, ma è finito nel campo per aver salvato il suo amico ed era solo contro tutti.